# Amina Annabi
Amina Annabi (arabisch أمينة العنابي, DMG Amīna al-ʿAnnābī; geboren am 5. März 1962 in Karthago, Tunesien) ist eine französisch-tunesische Sängerin und Schauspielerin, die unter ihrem Vornamen Amina auftritt.

## Leben
Amina Annabis Mutter ist Tunesierin, ihr Vater Franzose. Auf mütterlicher Seite hatte das Musikmachen bereits Tradition. Mit elf Jahren war sie entschlossen, diese Tradition fortzusetzen. Mit echten Stars kam sie durch einen ihrer Onkel in Kontakt, der an der Ausrichtung eines Festivals beteiligt war, wo neben afrikanischen Künstlern Joan Baez und James Brown auftraten. Hier lernte sie auch die senegalesische Nachwuchs-Sängerin Wasis Diop kennen, mit der sie sich anfreundete und später zusammenarbeitete. 1975 zogen die geschiedene Mutter und die ambitionierte Tochter nach Paris. Dort nahm Amina Gesangs- und Tanzunterricht. 1978 legte sie mit einer eigenen Band los, was 1982 schließlich in eine Solokarriere mündete. Unterstützung erhielt sie vom auf Weltmusik spezialisierten Pariser Radiosender Radio Nova, dessen Mitbetreiber Martin Meissonnier sie bald heiratete. 1983 gewann sie in Paris einen Musikwettbewerb mit einem von arabischen Rhythmen unterlegten Rap-Lied, das es auf eine CD schaffte. 1985 folgte die Single Shango, ein Duett mit Afrika Bambaata. Verpflichtungen als Backgroundsängerin bei Yasuaki Shimizu einerseits und Haruomi Hosano andererseits verschafften ihr 1987 Popularität und viele Auftritte in Japan. In diesen Jahren stieß sie auch eine Karriere als Schauspielerin an. 1989 war sie erstmals im Kino zu sehen.
Ebenfalls 1989 erschien ihr Debütalbum Yahil (dt.: Nacht). Sie hatte es zusammen mit ihrem Ehemann Messonier geschrieben, der es darüber hinaus produziert hatte. Die Arrangements stammen teilweise von Wasis Diop. Bei dieser wie bei späteren CDs zogen verschiedene Länder in zeitlichen Abständen nach, sodass es zu unterschiedlichen Veröffentlichungsangaben kommen kann. Auf ihrem weiteren Weg als Sängerin arbeitete sie immer wieder mit Diop zusammen, aber auch Namen wie Manu Dibango, Lenny Kravitz, Dave Stewart, Malcolm McLaren, Goran Bregović und Nigel Kennedy tauchen auf. Die Verschiedenartigkeit dieser Kollegen unterstreicht ihren Anspruch, in keine Schublade gesteckt werden zu wollen. Sie bedient sich ihren Wurzeln gemäß beim Worldbeat ebenso wie bei den mehr oder weniger modernen Stilen Techno, Hip-Hop, Trip-Hop und Jazz, ganz nach Belieben.
Größere Bekanntheit im deutschsprachigen Raum erreichte sie durch ihren zweiten Platz für Frankreich beim Eurovision Song Contest 1991 in Rom. Da zwischen Annabi und ihrer Konkurrentin Carola aus Schweden Punktegleichstand herrschte, wurde das Endergebnis nach den damals gültigen Regeln anhand der Vergabehäufigkeit der Höchstwertungen festgestellt. Die Höchstwertung 12 Punkte hatten beide Interpretinnen gleich oft, allerdings hatte Carola mehr 10-Punkte-Wertungen und wurde so Siegerin.

## Diskografie
Alben
- 1989: Yalil (Philips)
- 1992: Wa di yé (Philips)
- 1994: The Somebody Help Me Project
- 1999: Amina Annabi (Polygram)
- 2001: Nomad – Best of (Best-of-Album, Mondo Melodia/Mercury)

## Filmografie
- 1990: Maman
- 1990: Himmel über der Wüste
- 1992: La Belle histoire
- 1993: La Nuit sacrée
- 1993: Pesthauch des Bösen (The Hour of the Pig)
- 1999: Cleopatra (TV)
- 2000: La Mécanique des femmes
- 2001: Philosophale
- 2001: Inschallah – Endlich Sonntag (Inch’Allah dimanche)
- 2002: Dreams of Trespass
- 2003: Verlorene Seelen (Les Marins perdus)
- 2004: Il était une fois dans l'oued
- 2006: Comme tout le monde
- 2009: Cairo Time